# ルイス・ソウサ・フェレイラ
ルイス・ソウサ・フェレイラ（Luis Alfonso de Souza Ferreira Huby、1908年10月6日 - 2008年9月29日）は、ペルー・リマ出身のサッカー選手。ペルー代表草創期の名選手。

## 経歴
1908年10月6日にリマで誕生した。1926年に18歳で、地元リマの名門チームウニベルシタリオ・デポルテスに入団。瞬く間に頭角を現し、1929年，1934年と2回のプリメーラ・ディビシオン制覇に貢献した。1934年の引退までデポルテスを離れる事のなかったフランチャイズ・プレイヤーでもあり、在籍8年間でリーグ戦180試合に出場し、157得点を記録した。
ペルー代表には1929年に初招集された。翌1930年のFIFAワールドカップ第1回大会にも出場し、グループリーグ3・初戦のルーマニア戦（エスタディオ・ポシトス〈モンテビデオ〉）で、0-1で迎えた後半30分に同点ゴールを決めた（試合自体はその後ルーマニアに追加点を奪われ、1-3で敗戦）。これはペルー代表のFIFAワールドカップにおける初得点でもあった。次の1934年イタリアW杯予選のメンバーにも選ばれたが、チームはイタリアへの旅程が遠い事に途中棄権し、本大会出場は潰えた。代表通算では2試合出場、先の1930年W杯での得点が唯一の代表で挙げた得点である。
引退後も長寿を保ち、100歳の誕生日を7日後に迎えた、2008年9月29日にラ・プンタで99歳359日の大往生を遂げた。1930年W杯に出場したペルー代表選手において、最後の存命者だった。また、生没年月日が判明しているペルー代表選手では最長寿記録である。

## タイトル
ウニベルシタリオ・デポルテス
- プリメーラ・ディビシオン:2回（1929, 1934）